# Jessica itatiaia
Jessica itatiaia là một loài nhện trong họ Anyphaenidae.
Loài này thuộc chi Jessica. Jessica itatiaia được Antonio D. Brescovit miêu tả năm 1999.